# The Highlights
Albums de The Weeknd
After Hours
(2020) Dawn FM
(2022)
The Highlights est une compilation du chanteur canadien The Weeknd sortie en 2021. L'album sort quelques jours avant la performance de l'artiste lors du spectacle de la mi-temps du Super Bowl LV,. Cette compilation rassemble des titres des albums studio Beauty Behind the Madness (2015), Starboy (2016) et After Hours (2020), de la mixtape House of Balloons (2011), de l'EP My Dear Melancholy (2018), ainsi que des collaborations avec Ariana Grande et Kendrick Lamar.

## Liste des titres
| 1.    | Save Your Tears (issu de After Hours, 2020)                                | - Abel Tesfaye - Ahmad Balshe - Jason Quenneville - Karl Martin Sandberg - Oscar Holter                                 | - Max Martin - Oscar Holter - The Weeknd                                    | 3:35 |
| 2.    | Blinding Lights (issu de After Hours, 2020)                                | - Tesfaye - Balshe - Quenneville - Sandberg - Holter                                                                    | - Martin - Holter - The Weeknd                                              | 3:23 |
| 3.    | In Your Eyes (issu de After Hours, 2020)                                   | - Tesfaye - Balshe - Sandberg - Holter                                                                                  | - Martin - Holter - The Weeknd                                              | 3:57 |
| 4.    | Can't Feel My Face (issu de Beauty Behind the Madness, 2015)               | - Tesfaye - Ali Payami - Savan Kotecha - Martin - Peter Svensson                                                        | - Martin - Payami                                                           | 3:33 |
| 5.    | I Feel It Coming (featuring Daft Punk, issu de Starboy, 2016)              | - Tesfaye - Thomas Bangalter - Guy-Manuel de Homem-Christo - Martin McKinney - Henry Walter - Eric Chedeville           | - Daft Punk - Doc McKinney (co.) - Cirkut (co.) - The Weeknd (co.)          | 4:29 |
| 6.    | Starboy (featuring Daft Punk, issu de Starboy, 2016)                       | - Tesfaye - Bangalter - de Homem-Christo - McKinney - Walter - Jason Quenneville                                        | - Daft Punk - Doc McKinney (co.) - Cirkut (co.) - The Weeknd (co.)          | 3:50 |
| 7.    | Pray for Me (feat. Kendrick Lamar, issu de Black Panther: The Album, 2018) | - Tesfaye - Kendrick Lamar Duckworth - Adam Feeney - Quenneville - McKinney                                             | - Dukes - Doc McKinney                                                      | 3:31 |
| 8.    | Heartless (issu de After Hours, 2020)                                      | - Tesfaye - Leland Tyler Wayne - Carlo Montagnese - Andre Proctor                                                       | - Metro Boomin - The Weeknd - Illangelo - Dre Moon (co.)                    | 3:21 |
| 9.    | Often (issu de Beauty Behind the Madness, 2015)                            | - Tesfaye - Benjamin Diehl - Quenneville - Ahmad Balshe - Danny Schofield - Ali Kocatepe - Sabahattin Ali - Osman İşmen | - Ben Billions - The Weeknd - DaHeala (co.)                                 | 4:09 |
| 10.   | The Hills (issu de Beauty Behind the Madness, 2015)                        | - Tesfaye - Balshe - Emmanuel Nickerson - Montagnese                                                                    | - Mano - Illangelo                                                          | 4:02 |
| 11.   | Call Out My Name (issu de My Dear Melancholy, 2018)                        | - Tesfaye - Feeney - Nicolas Jaar                                                                                       | Frank Dukes                                                                 | 3:48 |
| 12.   | Die for You (issu de Starboy, 2016)                                        | - Tesfaye - McKinney - Prince 85 - Dylan Wiggins - Magnus Høiberg - William Thomas Walsh                                | - Doc McKinney - Cirkut - The Weeknd - Cashmere Cat (co.) - Prince 85 (co.) | 4:20 |
| 13.   | Earned It (issu de la bande originale de Cinquante Nuances de Grey)        | - Tesfaye - Stephan Moccio - Quenneville - Balshe                                                                       | - Moccio - DaHeala                                                          | 4:37 |
| 14.   | Love Me Harder (feat. Ariana Grande, issu de My Everything, 2014)          | - Martin - Kotecha - Peter Svensson - Ali Payami - Tesfaye - Ahmad Balshe                                               | - Payami - Svensson - P. Carlsson (voc.)                                    | 3:56 |
| 15.   | Acquainted (issu de Beauty Behind the Madness, 2015)                       | - Tesfaye - Quenneville - Schofield - Montagnese - Diehl                                                                | - Ben Billions - Illangelo - DaHeala - DannyBoyStyles - The Weeknd          | 5:48 |
| 16.   | Wicked Games (issu de House of Balloons, 2011)                             | - Tesfaye - McKinney - Montagnese - Rainer Millar Blancheur                                                             | - Doc McKinney - Illangelo                                                  | 5:25 |
| 17.   | The Morning (issu de House of Balloons, 2011)                              | - Tesfaye - McKinney - Montagnese                                                                                       | - McKinney - Illangelo                                                      | 5:15 |
| 18.   | After Hours (issu de After Hours, 2020)                                    | - Tesfaye - Quenneville - Balshe - Montagnese - Mario Winans                                                            | - Illangelo - The Weeknd - DaHeala - Winans (add.)                          | 6:01 |
| 77:55 |                                                                            | |                                                                             |      |

## Classements
| Pays et classement (2021)           | Meilleure position |
| ----------------------------------- | ------------------ |
| Allemagne (Media Control AG)        | 13                 |
| Argentine (CAPIF)                   | 8                  |
| Australie (ARIA)                    | 2                  |
| Autriche (Ö3 Austria Top 40)        | 15                 |
| Belgique (Flandre Ultratop)         | 10                 |
| Belgique (Wallonie Ultratop)        | 21                 |
| Canada (Canadian Albums)            | 1                  |
| Danemark (Tracklisten)              | 27                 |
| Écosse (OCC)                        | 11                 |
| États-Unis (Billboard 200)          | 2                  |
| États-Unis (Top R&B/Hip-Hop Albums) | 1                  |
| France (SNEP)                       | 4                  |
| Irlande (IRMA)                      | 3                  |
| Italie (FIMI)                       | 44                 |
| Lituanie (AGATA)                    | 78                 |
| Nouvelle-Zélande (RMNZ)             | 4                  |
| Pays-Bas (Mega Album Top 100)       | 29                 |
| Pologne (ZPAV)                      | 12                 |
| Portugal (AFP)                      | 2                  |
| Royaume-Uni (UK Albums Chart)       | 2                  |
| Royaume-Uni (R&B Albums)            | 1                  |
| Suisse (Schweizer Hitparade)        | 10                 |
| Tchéquie (IFPI)                     | 79                 |

| Pays et classement (2021)                     | Position |
| --------------------------------------------- | -------- |
| Belgique (Ultratop - Flandre)                 | 153      |
| Belgique (Ultratop - région wallonne)         | 123      |
| Canada (Billboard)                            | 10       |
| Royaume-Uni (OCC)                             | 11       |
| États-Unis (Billboard 200)                    | 31       |
| États-Unis (Billboard Top R&B/Hip-Hop Albums) | 16       |

## Certifications
| Pays                    | Certification | Unités certifiées |
| ----------------------- | ------------- | ----------------- |
| France (SNEP)           | 3 × Platine   | 300 000           |
| Nouvelle-Zélande (RMNZ) | Platine       | 15 000            |
| Royaume-Uni (BPI)       | Or            | 100 000           |